# Bargteheide
Bargteheide település Németországban, Schleswig-Holstein tartományban. Lakosainak száma 16 320 fő (2023. december 31.).

## Népesség
A település népességének változása:
| Lakosok száma | 9043 | 15 227 | 16 045 | 16 109 | 15 987 | 16 301 | 16 320 |
|               | 1975 | 2010   | 2017   | 2019   | 2021   | 2022   | 2023   |